# Welcome Home (Hellyeah)
Welcome Home è il sesto album in studio del gruppo musicale statunitense Hellyeah, pubblicato nel 2019.

## Tracce
1. 333 – 3:16
2. Oh My God – 4:12
3. Welcome Home – 4:32
4. I'm the One – 3:12
5. Black Flag Army – 3:11
6. At Wick's End – 3:58
7. Perfect – 3:21
8. Bury You – 3:17
9. Boy – 3:09
10. Skyy and Water – 3:26
11. Irreplaceable – 0:52

## Formazione
- Chad Gray – voce
- Tom Maxwell – chitarra
- Christian Brady – chitarra
- Kyle Sanders – basso
- Vinnie Paul – batteria